# Parc rural de Shing Mun
Pour les articles homonymes, voir Mun.

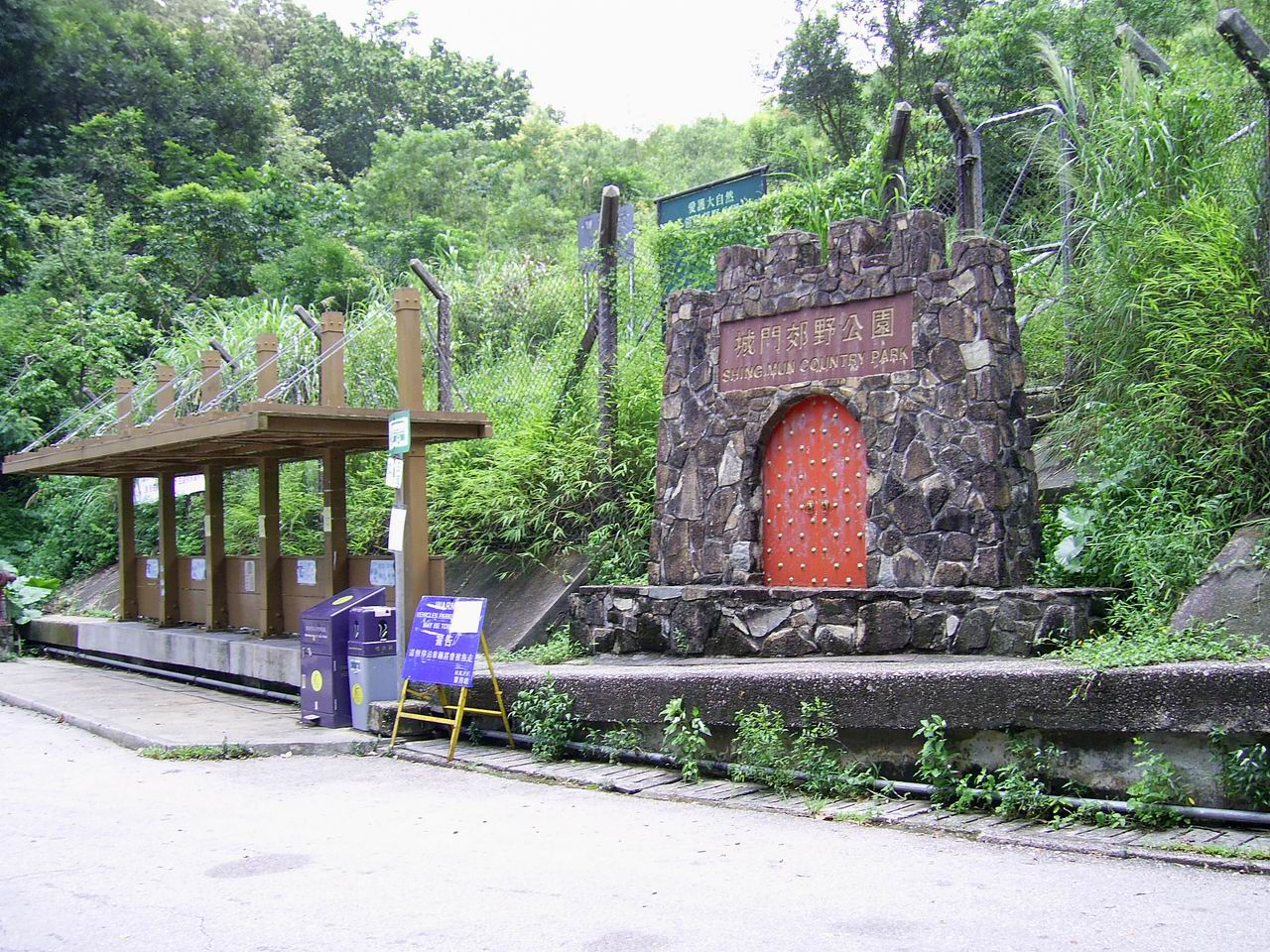
Arrêt de minibus du parc rural de Shing Mun

Le parc rural de Shing Mun, inauguré le 24 juin 1977, est un parc rural de Hong Kong, juxtaposé au réservoir de Shing Mun.

## Emplacement
Situé dans la partie centrale des Nouveaux Territoires, il recouvre une surface totale de 14 km2. Le parc s'étend au nord, jusqu'au col de Lead Mine, au sud, jusqu'à la route de Shing Mun, à l'ouest de Tai Mo Shan jusqu'à Grassy Hill et à l'est jusqu'à Needle Hill à l'est.

## Histoire
Dès 1971, un "projet pilote" fut lancé et des installations prototype pour pique-nique furent mises en place en utilisant les investissements du Sir David Trench Fund for Recreation. Dans la mesure où ces installations furent bien accueillies par les touristes, la zone fut officiellement désignée comme "parc rural".

## Flore
À la tête du réservoir et à proximité de l'ancien village de Tai Wai, se trouve un bosquet "fung shui" qui comporte une riche variété de plus de 70 espèces d'arbres: il a été désigné comme une "zone spéciale" de protection spéciale. À l'ouest du réservoir, les deux bords de la rivière connue sous le nom de Tai Shing Shek Kan sont recouverts d'une riche variété d'arbustes, de graminées ainsi que d'arbres, y compris plusieurs espèces de Camélias, dont le Camellia granthamiana, qui porte de belles fleurs blanches de plus de 12 cm de diamètre et qui est l'une des rares espèces découverte seulement il y a quelques décennies. La fleur est nommée d'après un ancien gouverneur de Hong Kong, Sir Alexander Grantham.
Au cours de l'occupation japonaise de Hong Kong durant la seconde guerre mondiale, la majorité des arbres du parc ont été coupés. Mais un vaste plan de reboisement a été mené après la guerre, dont l'espèce principale plantée fut le Pinus massoniana, alors que le Pin d'Elliott, le Lophostemon confertus, le Niaouli et le Acacia confusa furent introduits plus tard. Cette zone est maintenant devenue l'une des principales réserves forestières de Hong Kong.

## Faune
Comme le parc est situé à proximité de la zone urbaine densément peuplée de Tsuen Wan, la faune est rarement vue. En dehors de quelques oiseaux, d'autres animaux comme les écureuils, les muntjacs, les sangliers et les pangolins peuvent parfois être observés. Certains singes, que l'on croyait avoir migré à proximité du parc rural de Kam Shan, peuvent parfois être aperçus le long des sentiers forestiers.

## Géologie
Le sol de cette zone est composé de roches granitiques et volcaniques. Les roches volcaniques forment les terrains de haute altitude, alors que les roches granitiques forment les terrains de plus basse altitude dans la partie méridionale du parc. À l'est du parc se trouve un gisement riche de wolfram qui fut exploité à partir de 1936, mais son exploitation fut interrompue au cours de la seconde guerre mondiale. Grâce à la période d'inflation de l'après-guerre, les activités minières du wolfram reprirent en 1951, et continuèrent jusqu'en 1968, date à laquelle sa valeur chuta drastiquement. La plus haute moyenne mensuelle d'extraction du minerai au cours de la dernière période fut de 30 tonnes, entièrement destinée à l'exportation. Il existe plusieurs mines de plomb abandonnées autour du col de Lead Mine, dont certaines remontent à plusieurs siècles.

## Lieux d'intérêt

### Centre Touristique du Parc Rural de Shing Mun
Le Centre Touristique du Parc Rural de Shing Mun, situé à proximité du terminus maxicab, fournit des informations sur l'origine et l'histoire de Shing Mun, ainsi que sur réservoir et l'industrie minière du début du XXe siècle. Les animaux et les spécimens de minéraux y sont également exposés. De même, des programmes vidéo sur les parcs ruraux et sur les problématiques de préservations des milieux naturels sont  dans le centre d'accueil des visiteurs à intervalles réguliers.

### Arboretum de Shing Mun
L'arboretum de Shing Mun, situé dans le parc rural, occupe une superficie de 14 km2, s'étendant jusqu'à la route du réservoir Shing Mun dans le sud. Son extrémité ouest se trouve vers le Tai Mo Shan, alors que le Grassy Hill et le Needle Hill marquent son extrémité est. L'arboretum comprend 7000 plantes appartenant à plus de 270 espèces endémiques de Hong Kong et de la Chine méridionale, dont bambous, espèces végétales protégées, végétaux nommés d'après des botanistes, d'autres types de végétaux découverts pour la première fois à Hong Kong, des espèces de camélias de Hong Kong à la Campagne, etc.

### Autres installations
À l'entrée du parc, un grand tableau d'information et un panneau d'orientation ont été construits afin de fournir informations et conseils aux touristes. Des installations pour barbecue sont fournis à la disposition des touristes dans toutes les zones du sud et du sud-est du réservoir, près des barrages ainsi que des toilettes, un kiosque-bar, un abri anti-pluie, des postes de garde, des chemins de jogging, un sentier forestier, des tables d'orientation, etc. Les sections no 7 et 8 du sentier MacLehose parcourent le parc rural depuis Smugglers' Ridge, au sud-est du parc jusqu'à la Route Twisk à l'ouest. Un terrain de camping est accessible près du col de Lead Mine pour les randonneurs.

## Transport
Les touristes sont invités à utiliser les transports publics, car il n'existe aucun parc de stationnement dans le parc. Le Ministère des Transports interdit également les autocars et autres bus privés de prendre la Shing Mun Road menant au parc en raison de l'étroitesse de la route. Cependant, le Minibus no 82 effectue une liaison entre Shiu Wo Street (HairTrend), Tsuen Wan et le réservoir de Shing Mun.